# Баня (Пазарджикская область)
Баня (болг. Баня) — село в Болгарии. Находится в Пазарджикской области, входит в общину Панагюриште. Население составляет 781 человек.

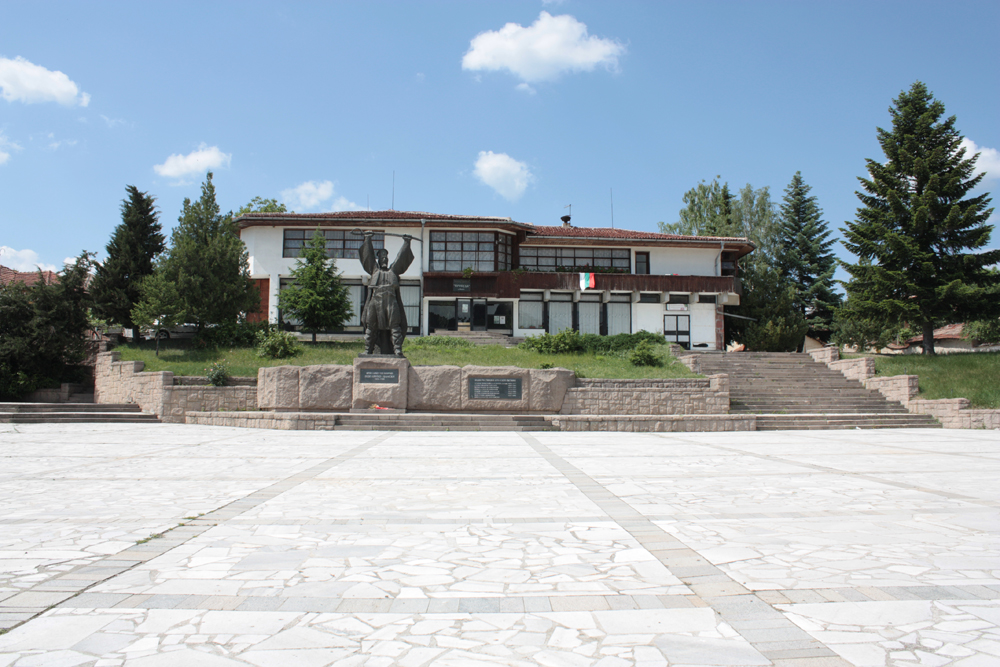
Центр села Баня с памятником борцам за национальную независимость и домом культуры «Пробуда»

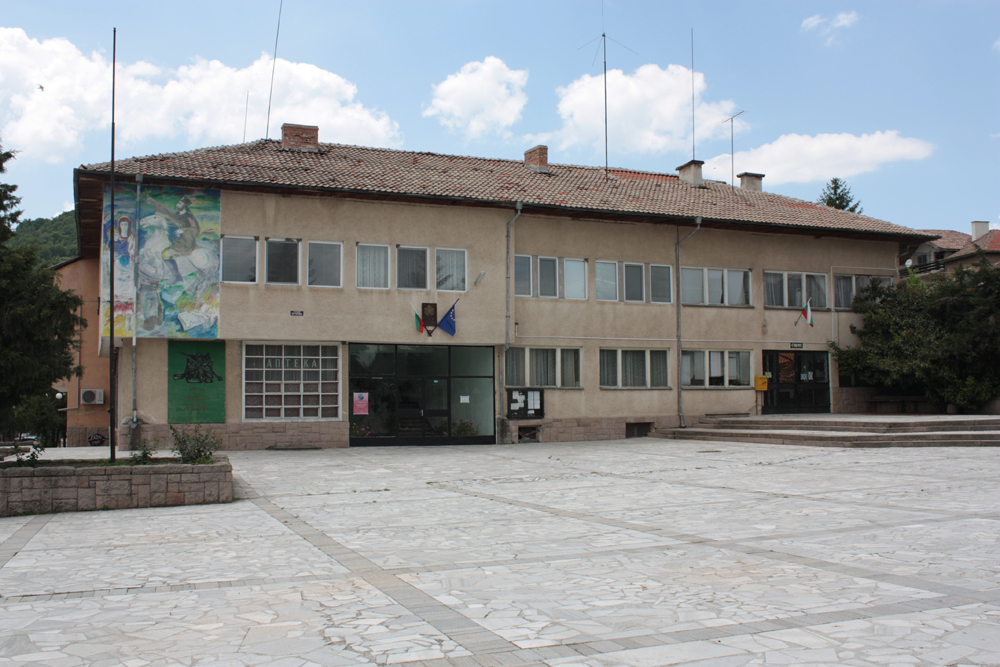
Мэрия и Почтамт села Баня

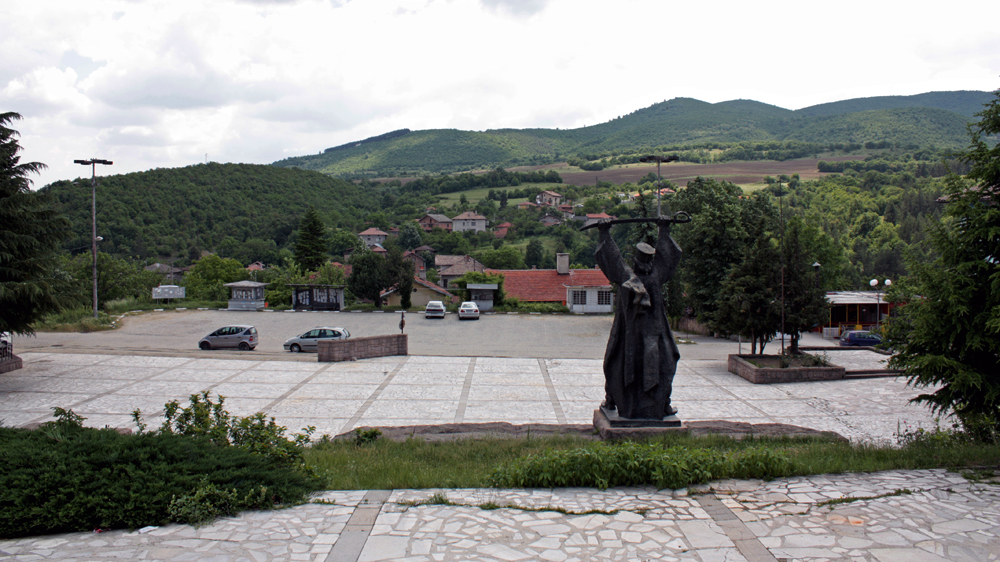
Главная площадь села Баня — вид от Дома культуры

## Политическая ситуация
В местном кметстве Баня, в состав которого входит Баня, должность кмета (старосты) исполняет Иван Георгиев Проданов (независимый) по результатам выборов.
Кмет (мэр) общины Панагюриште — Георги Илиев Гергинеков (коалиция в составе 2 партий: Болгарская социалистическая партия (БСП), Объединённый блок труда (ОБТ)) по результатам выборов.